# Fredrik Kayser
Fredrik Thorbjørn Kayser, född 25 maj 1918 i Bergen, död 2 februari 2009, var en norsk officer i Kompani Linge under andra världskriget. Kayser var en av de sex från Kompani Linge som genomförde den lyckade sprängningen av Norsk Hydros fabrik i Rjukan under Tungtvannsaksjonen. 1948 spelade han sig själv i filmen Kampen om atombomben. Han har fått flera norska, franska, engelska och amerikanska utmärkelser för sina insatser under kriget.